# Sistema a ripartizione

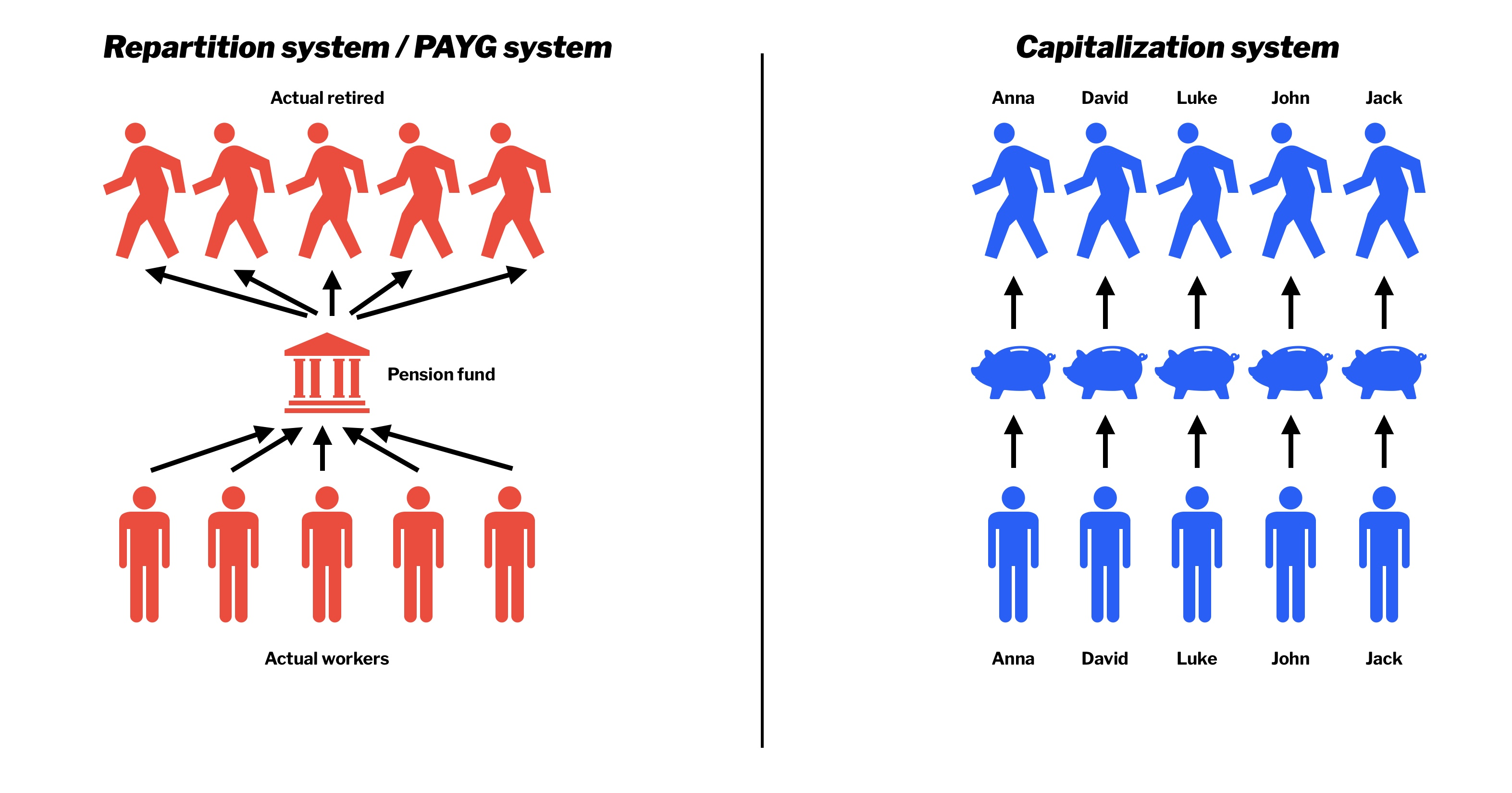
Differenza principale tra un sistema a ripartizione e uno a capitalizzazione.

Un sistema a ripartizione (in inglese unfunded system, Pay-As-You-Go, PAYGO o anche PAYG) indica un tipo di sistema, solitamente pensionistico (anche detto "sistema pensionistico senza patrimonio di previdenza"), in cui i fondi (o i contributi previdenziali) raccolti vengono immediatamente redistribuiti agli attuali fruitori o pensionati. Si contrappone ai sistemi a capitalizzazione.

## Descrizione
In un sistema pensionistico a ripartizione, solitamente l'ente previdenziale non dispone di capitali di copertura o vi è al massimo una copertura soltanto parziale. Non essendo il sistema patrimonializzato, i contributi previdenziali versati dai partecipanti non possono essere capitalizzati con un interesse, ma possono essere restituiti solo dalle generazioni future con un patto intragenerazionale. La generazione che va in pensione ha pagato con la tassazione la pensione alle generazioni precedenti e la generazione attuale di lavoratori otterrà la propria pensione dalle generazioni future. Tali tipi di sistema, quindi, sono esposti ad un alto rischio di insolvenza nel caso di un "inverno demografico", ovvero di una netta diminuzione delle nascite e, successivamente, del numero di lavoratori, a fronte di un ulteriore aumento del numero di pensionati (un dato che emerge con l'Indice di dipendenza). Per evitare delle crisi dei sistemi pensionistici si stanno adottando svariate misure in diversi paesi, come l'aumento dell'età per il pensionamento, il passaggio a sistemi contributivi e/o a capitalizzazione complementari e altro ancora.
I sistemi a ripartizione si possono a loro volta suddividere in due tipi principali, a seconda della formula di calcolo delle rendite pensionistiche:
- Sistema a contribuzione definita (DC): i soggetti pagano premi o versano contributi obbligatori in una misura definita, mentre ottengono una pensione non ancora stabilita con certezza nella sua misura.
- Sistema a prestazione definita (DB): le caratteristiche dei benefici sono note fin dal momento in cui l’individuo aderisce al piano pensionistico, anche se sulla base di certe regole. Il sistema a prestazione definita si può poi a sua volta suddividere in sistemi retributivi e in quelli contributivi.

## Nel mondo

Schemi pensionistici prevalenti in Europa: Verde - a ripartizione con prestazione definita, giallo - NDC, azzurro - a punti, arancio - privato a prestazione definita o NDC.

### Italia
In Italia la previdenza del primo pilastro (quello pubblico) si basa da sempre su un sistema a ripartizione, gestito dall'INPS.
Nel 1995 la Riforma Dini ha introdotto un sistema misto retributivo-contributivo con capitalizzazione simulata per chi non avesse maturato almeno 18 anni di contributi al 1995 stesso. Si è così gradualmente cominciati a passare a un sistema NDC ("notional defined contribution"), in cui uno dei concetti fondamentali è quello di "Capitale nozionale".
Nel 2007 si crea in maniera definitiva per i dipendenti privati un sistema duplice, in cui è prevista anche una previdenza complementare (o pilastro di livello "1", mentre quella di primo livello è stata definita di livello "0") con sistema invece a capitalizzazione (la cosiddetta "Riforma Damiano"). La prima normativa in materia di previdenza complementare era già stata introdotta nel decreto legislativo n. 124 del 21 aprile 1993. La materia è stata poi riformata dal decreto legislativo n 252 del 5 dicembre 2005 che ha abrogato il precedente d.lgs 124/1993.

### Resto d'Europa
Diversi paesi hanno già adottato dei sistemi a ripartizione di tipo NDC dagli anni '90, inclusa la Svezia, la Polonia e la Lettonia.